# Ивайла Вълкова
Ивайла Вълкова е значимо име в българската журналистика.

## Биография
Дъщеря е на земеделския водач Георги Вълков, осъден на смърт и екзекутиран през 1942 г. Сестра е на бившия външен министър Виктор Вълков.
Ивайла Вълкова работи повече от 25 години в органа на БЗНС – в. „Земеделско знаме“, където е била репортер и заместник главен редактор.
Главен редактор на в. „Софийски новини“ („Sofia News“), издание на Агенция „София прес“ на 6 езика.
Кореспондент на „София прес“ и на в. „Труд“ във Виена – Австрия.
Автор на книги, пътеписи и публицистични статии.
Съпруга на културолога Петър Увалиев.